# Cratere Priestley (Marte)
Priestley è un cratere sulla superficie di Marte.
Il cratere è dedicato al chimico britannico Joseph Priestley.